# Iglesia de Nuestra Señora del Rosario (Güéjar Sierra)
La iglesia Parroquial de Nuestra Señora del Rosario es una iglesia parroquial de la localidad española de Güéjar Sierra, Granada.

## Historia
Entre 1520 y 1530 se alzó un primer templo,  quemado en la sublevación de los moriscos y reparado entre 1580 y 1582, aunque su mal estado hizo necesario su derribo en 1625, reconstruyéndose en 1639.

## Descripción
De estilo mudéjar y planta de cajón, constando de una nave rectangular cubierta por un artesonado mudéjar, con armaduras de limabordón con siete pares de tirantes. En su anterior destaca una talla de la Inmaculada Concepción, de la Escuela de Alonso Cano. 